# Antonio Puertas
Antonio José Rodríguez Díaz, meglio noto come Antonio Puertas (Benahadux, 21 febbraio 1992), è un calciatore spagnolo, centrocampista dell'Albacete.

## Caratteristiche tecniche
È un trequartista.

## Carriera
Ha esordito il 28 agosto 2011 con la maglia del Poli Ejido in un match perso 4-1 contro il Lorca Atlético.

## Statistiche

### Presenze e reti nei club
Statistiche aggiornate al 3 aprile 2021.
| Stagione        | Squadra         | Campionato      | Campionato | Campionato | Coppe nazionali | Coppe nazionali | Coppe nazionali | Coppe continentali | Coppe continentali | Coppe continentali | Altre coppe | Altre coppe | Altre coppe | Totale | Totale | Totale |
| Stagione        | Squadra         | Comp            | Pres       | Reti       | Comp            | Pres            | Reti            | Comp               | Pres               | Reti               | Comp        | Pres        | Reti        | Pres   | Reti   |        |
| --------------- | --------------- | --------------- | ---------- | ---------- | --------------- | --------------- | --------------- | ------------------ | ------------------ | ------------------ | ----------- | ----------- | ----------- | ------ | ------ | ------ |
| 2011-2012       | Poli Ejido      | SDB             | 10         | 1          | CR              | 0               | 0               |                    | -                  | -                  | -           | -           | -           | 10     | 1      |        |
| 2012-2013       | Granada B       | SDB             | 36         | 13         | -               | -               | -               | -                  | -                  | -                  | -           | -           | -           | 36     | 13     |        |
| 2013-2014       | Granada B       | SDB             | 23         | 10         | -               | -               | -               | -                  | -                  | -                  | -           | -           | -           | 23     | 10     |        |
| 2014-2015       | Almería B       | SDB             | 39         | 8          | -               | -               | -               | -                  | -                  | -                  | -           | -           | -           | 39     | 8      |        |
| 2015-2016       | Almería         | SD              | 11         | 0          | CR              | 3               | 0               | -                  | -                  | -                  | -           | -           | -           | 14     | 0      |        |
| 2016-2017       | Almería         | SD              | 39         | 8          | CR              | 0               | 0               | -                  | -                  | -                  | -           | -           | -           | 39     | 8      |        |
| Totale Almería  | Totale Almería  | Totale Almería  | 50         | 8          |                 | 3               | 0               |                    | -                  | -                  |             | -           | -           | 53     | 8      |        |
| 2017-2018       | Granada         | SD              | 19         | 0          | CR              | 1               | 0               | -                  | -                  | -                  | -           | -           | -           | 20     | 0      |        |
| 2018-2019       | Granada         | SD              | 38         | 10         | CR              | 1               | 0               | -                  | -                  | -                  | -           | -           | -           | 39     | 10     |        |
| 2019-2020       | Granada         | PD              | 36         | 7          | CR              | 7               | 1               | -                  | -                  | -                  | -           | -           | -           | 43     | 8      |        |
| 2020-2021       | Granada         | PD              | 27         | 1          | CR              | 4               | 0               | UEL                | 12                 | 1                  | -           | -           | -           | 43     | 2      |        |
| Totale Granada  | Totale Granada  | Totale Granada  | 120        | 18         |                 | 13              | 1               |                    | 12                 | 1                  |             | -           | -           | 145    | 20     |        |
| Totale Carriera | Totale Carriera | Totale Carriera | 278        | 58         |                 | 16              | 1               |                    | 12                 | 1                  |             | -           | -           | 406    | 61     |        |

## Palmarès

### Club

#### Competizioni nazionali
- Segunda División: 1

Granada: 2022-2023